# Франсоа Лефевр
Франсоа-Жозеф Лефевр (фр. François-Joseph Lefebvre; 25. октобар 1755 — 14. септембар 1820) био је француски маршал.

## Биографија
Учествовао је у Француским револуционарним ратовима у којима је допринео победи Француске код Флериса 1794. године, а код Алтернкирхена 1796. године је освојио веома јаке положаје. Енергично је подржавао Наполеона у државном удару 18. бримера. У Наполеоновим ратовима заузима Данциг 1807. године, а у операцијама 1809. године командује баварским корпусом Дунавске армије. Допринео је победама код Егмила и Ваграма. Потом је уоућен у Тирол ради гушења Тиролског устанка. У походу на Русију 1812. године командује дивизијом Старе гарде, а 1814. године левим крилом код Монмираја. Луј XVIII именовао га је пером Француске.